# St. Wenzeslaus (Oberlauterbach)

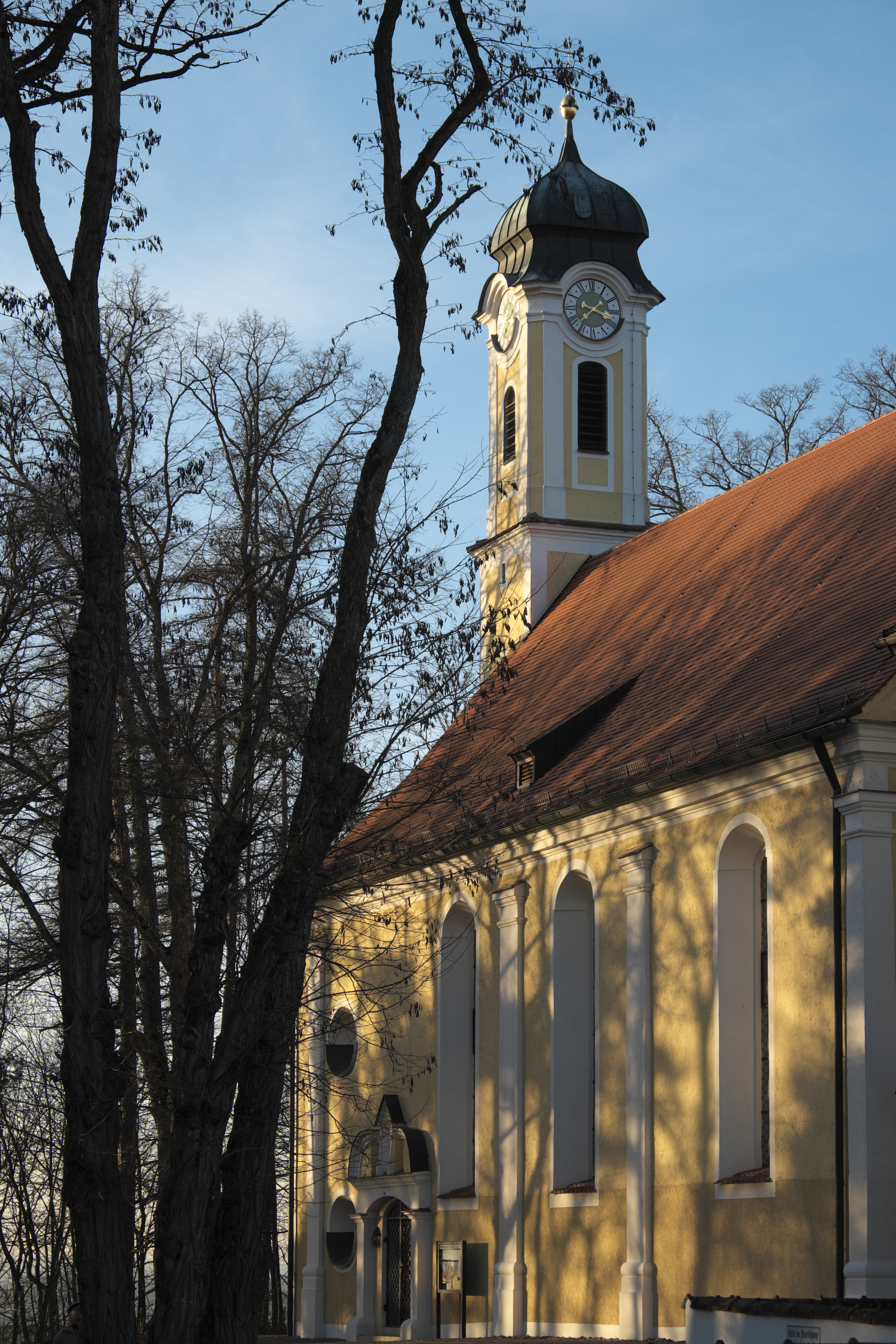
St. Wenzeslaus in Oberlauterbach

Die römisch-katholische Pfarrkirche St. Wenzeslaus steht in Oberlauterbach, einem Gemeindeteil von Aresing im oberbayerischen Landkreis Neuburg-Schrobenhausen. Das Bauwerk ist in der Liste der Baudenkmäler in Aresing unter der Nummer: D-1-85-113-9 eingetragen. Die Pfarrei gehört zum Dekanat Neuburg-Schrobenhausen des Bistums Augsburg.

## Beschreibung
Die barocke Saalkirche wurde 1702 erbaut. Sie besteht aus dem außen mit Pilastern gegliederten Langhaus, dem eingezogenen, dreiseitig geschlossenen Chor im Osten, der von Strebepfeilern gestützt wird, der Sakristei an der Nordwand des Chors und dem Kirchturm vor der Fassade im Westen. Der Kirchturm wurde 1793 mit einem Geschoss aufgestockt, um den Glockenstuhl und die Turmuhr unterzubringen, und mit einer Haube bedeckt.
Der Innenraum des Langhauses ist mit einer Flachdecke überspannt, der des Chors mit einem Stichkappengewölbe. 
Die Altäre und die Kanzel stammen aus der Klosterkirche des abgebrochenen Klosters Schrobenhausen. Das Retabel des Hochaltars enthält ein Gemälde der Verehrung der Heiligen Dreifaltigkeit durch den heiligen Franziskus und andere Heilige. Über den seitlichen Opfergangsportalen stehen Skulpturen zweier Engel von Ignaz Günther. 
Auf Tafelbildern an der Brüstung der Empore ist das Leben des Wenzel von Böhmen dargestellt.
Die vierundzwanzigregistrige Orgel erbaute 1993 Maximilian Offner.